# Hans Kastendiek
Hans Kastendiek (* 10. Dezember 1942 in Bremen) ist ein deutscher Politikwissenschaftler und Hochschullehrer.

## Leben und Wirken
Hans Kastendiek studierte von 1965 bis 1969 Politikwissenschaft an der Freien Universität Berlin und der Universität Glasgow. Sein Studium schloss er mit der Prüfung zum Diplom-Politologen ab. Von 1969 bis 1982 war er als wissenschaftlicher Assistent bzw. Assistenzprofessor an der Freien Universität Berlin tätig, wo er 1976 zum Dr. rer. pol. promovierte. Ab 1976 war er als Assistenzprofessor an der Freien Universität Berlin tätig. 1979/80 unternahm er einen Forschungsaufenthalt an der University of Essex. Seine Habilitation erfolgte 1982 an der FU Berlin, bis 1990 lehrte er dort als Privatdozent. Gastdozenturen übernahm er an der Universität Roskilde (1986) und der Universität Edinburgh (1987 bis 1989). Von 1982 bis 1985 war Kastendiek Mitglied des Instituts für Sozialforschung in Frankfurt/M. Von 1990 bis 1993 lehrte er an der Universität Gießen. Von 1993 bis zu seiner Pensionierung lehrte er als Professor für Britische und Amerikanische Kultur- und Länderstudien an der Technischen Universität Chemnitz.
Neben seinen Arbeiten über die Entwicklung der Politikwissenschaft in der Bundesrepublik Deutschland beschäftigt sich Kastendiek vor allem mit Politik, Gesellschaft und Gewerkschaften in Großbritannien. Hervorzuheben ist insbesondere der Länderbericht Großbritannien, der 2006 in 3. Auflage erschien.

## Veröffentlichungen (Auswahl)
- (mit Bernhard Blanke u. Jürgen Ulrichs): Kritik der politischen Wissenschaft. Analysen von Politik und Ökonomie in der bürgerlichen Gesellschaft. Zwei Bände. Campus-Verlag, Frankfurt/M. 1975.
- Zur Politologie-Kritik Ossip K. Flechtheims. Positionen einer nonkonformistischen Politikwissenschaft. In: Christian Fenner (Hrsg.). Systemwandel und Demokratisierung. Festschrift für Ossip K. Flechtheim. Europäische Verlagsanstalt, Frankfurt/M. 1975, S. 109–126, ISBN 3-434-00257-X.

- Die Entwicklung der westdeutschen Politikwissenschaft. Campus-Verlag, Frankfurt/M. 1977, ISBN 3-593-32212-9 (= Dissertation Freie Universität Berlin).
- Neokorporativismus? Thesen und Analyse-Konzepte in der westdeutschen Diskussion und in der internationalen "corporatism" Debatte. In: Prokla, Bd. 10 (1980), S. 81–106.
- "Gewerkschaftsmacht" und Arbeitskonflikte als Hauptthemen der britischen Politik. In: Otto Jacobi (Hrsg.): Staat und industrielle Beziehungen in Großbritannien. Campus-Verlag, Frankfurt/M. 1985, S. 11–30, ISBN 3-593-33497-6.
- (mit Hella Kastendiek): Konservative Wende und industrielle Beziehungen in Großbritannien und in der Bundesrepublik. In: Heidrun Abromeit (Hrsg.): Arbeitsmarkt, Arbeitsbeziehungen und Politik in den 80er Jahren. Westdeutscher Verlag, Opladen 1987, S. 179–193, ISBN 3-531-11859-5.
- Zwischen Ausgrenzung und krisenpolitischer Konditionierung. Zur Situation der britischen Gewerkschaften. In: Walther Müller-Jentsch (Hrsg.): Zukunft der Gewerkschaften. Ein internationaler Vergleich. Campus-Verlag, Frankfurt/M. 1988, S. 160–190, ISBN 3-593-33856-4.
- Convergence or a persistent diversity of national politics? In: Colin Crouch (Hrsg.): The politics of 1992. Beyond the single European market. Blackwell, Oxford 1990, S. 68–84, ISBN 0-631-17521-0.
- (Hrsg.): Länderbericht Großbritannien. Geschichte, Politik, Wirtschaft, Gesellschaft (= Schriftenreihe / Bundeszentrale für Politische Bildung, Bd. 327). Bonn 1994, ISBN 3-89331-204-8 (3. aktualisierte u. neu bearb. Aufl. 2006, ISBN 3-89331-676-0).
- (Mithrsg.): Changing conceptions of constitutional government. Developments in British politics and the constitutional debate since the 1960s (= Veröffentlichung / Arbeitskreis Deutsche England-Forschung, Bd. 24). Brockmeyer, Bochum 1994, ISBN 3-8196-0244-5.
- (Hrsg.): The return of Labour – a turning point in British politics? (= Veröffentlichung / Arbeitskreis Deutsche England-Forschung, Bd. 42). Philo-Verl.-Ges., Berlin 1999, ISBN 3-8257-0138-7.
- (Hrsg., mit Richard Stinshoff): Scotland 2000. Remaking the nation. Narr, Tübingen 2000, ISBN 3-8233-9880-6.
- Verfassungskritik und Verfassungsreform in Großbritannien. In: Politische Studien, Bd. 51 (2000), S. 82–97.
- Traditionelles und neues Verfassungsdenken in Großbritannien. In: Gert-Joachim Glaeßner u. a. (Hrsg.). Verfassungspolitik und Verfassungswandel. Deutschland und Großbritannien im Vergleich. Westdeutscher Verlag, Opladen 2001, S. 29–51, ISBN 978-3-531-13570-0.
- Britische und Amerikanische Kultur- und Länderstudien an der TU Chemnitz. 2. Aufl. Chemnitz 2007
- Territorial and Constitutional Politics in the United Kingdom and in the British Empire. In: Anton Kirchhofer / Jutta Schwarzkopf (Hrsg.): The Workings of the Anglosphere. Contributions to the Study of British and US-American Cultures, presented to Richard Stinshoff.  Wissenschaftlicher Verlag Trier, Trier 2009, S. 24–40, ISBN 3-86821-132-2.